# 春祭り

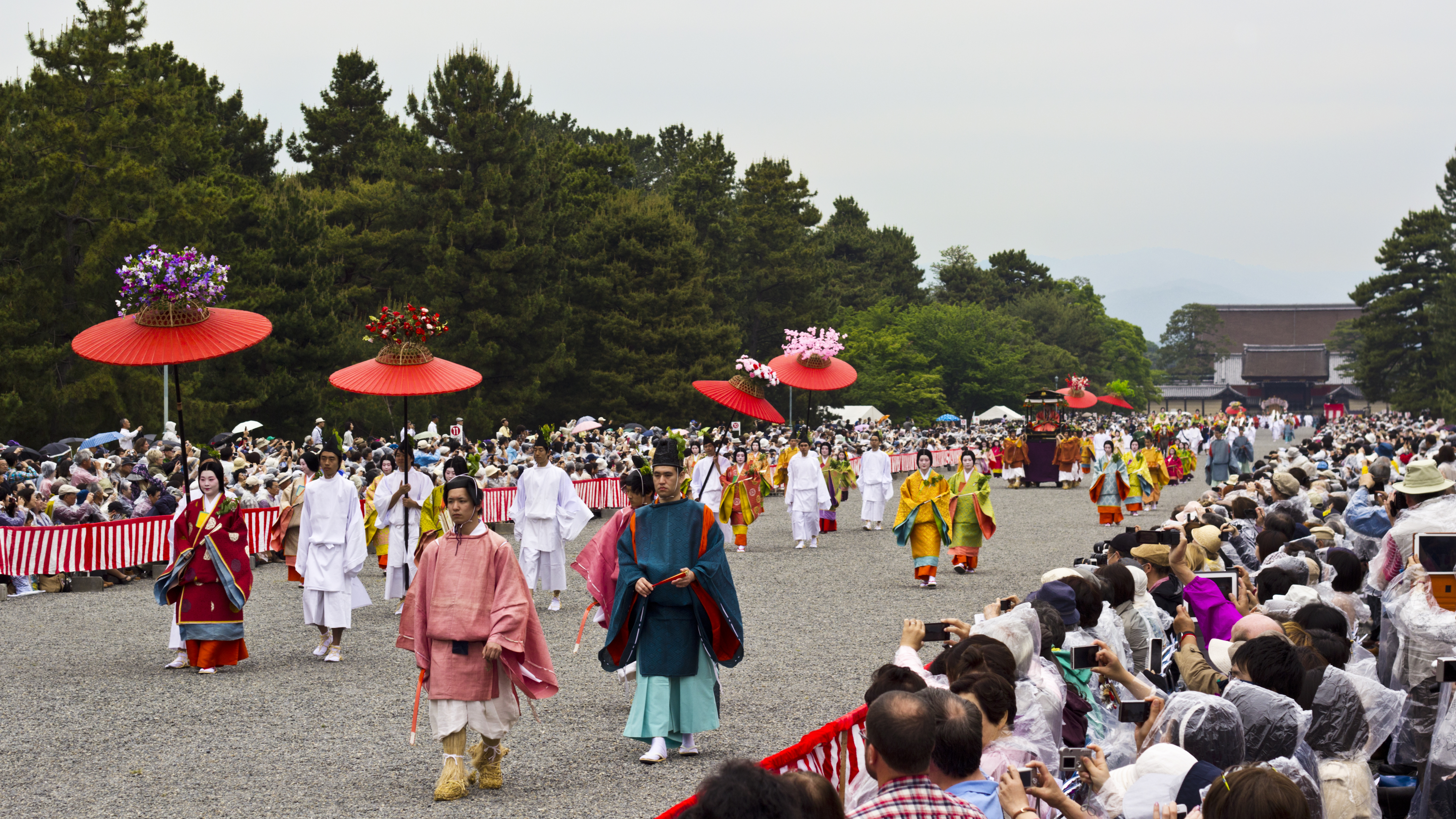
葵祭（賀茂御祖神社および賀茂別雷神社の例祭）

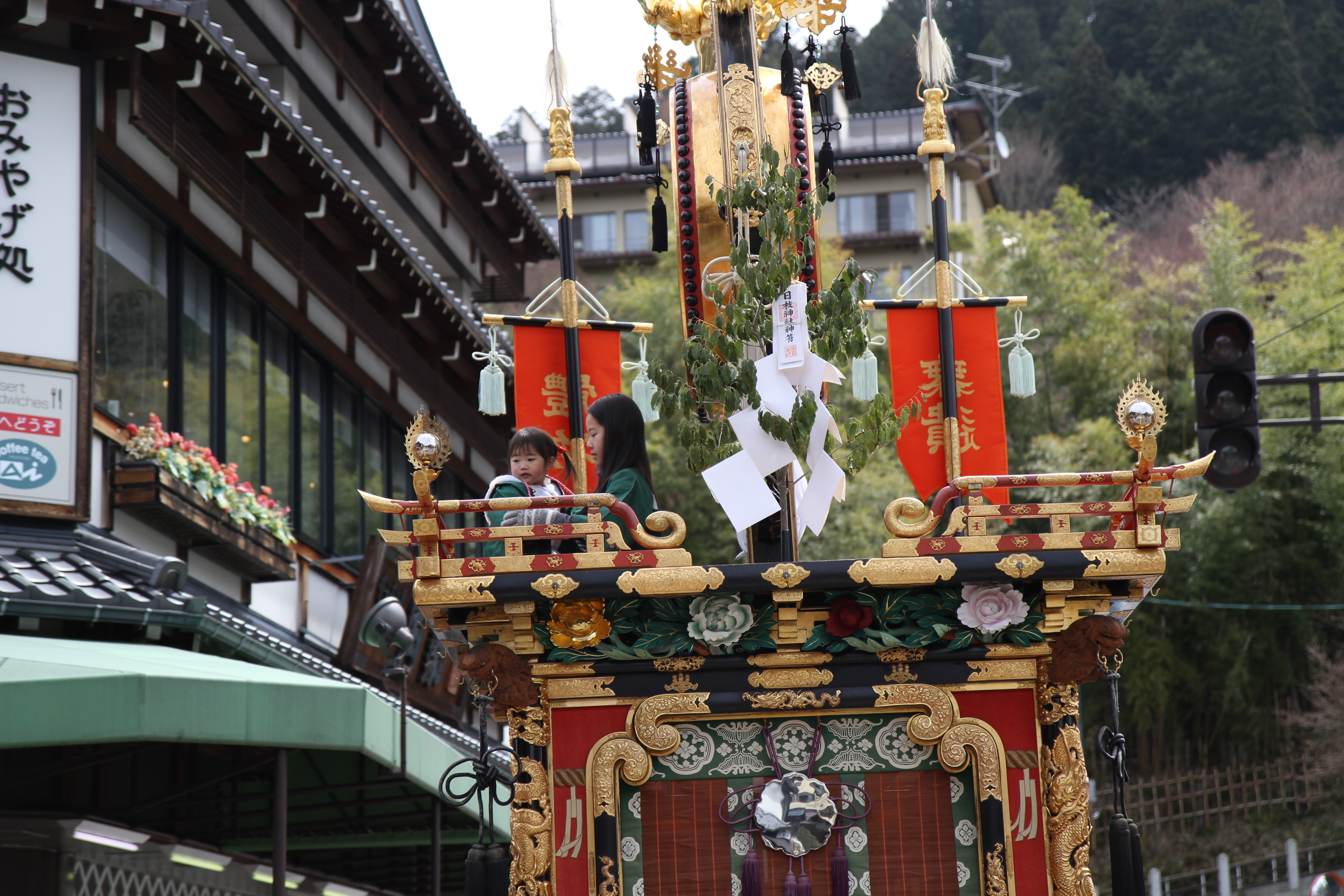
日枝神社例祭「春の山王祭」（高山祭の一つ）

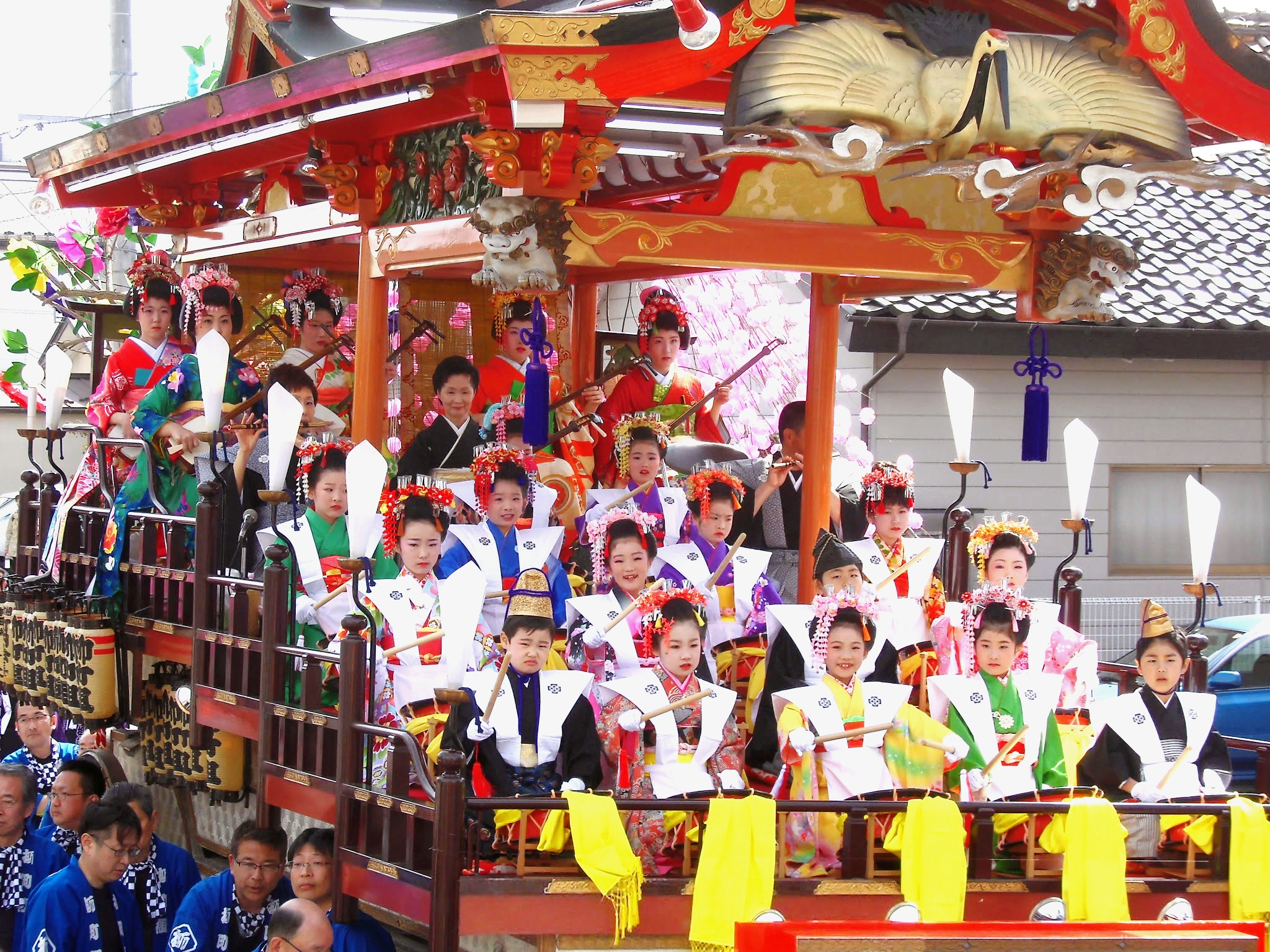
日高神社例大祭（日高火防祭はその一部）

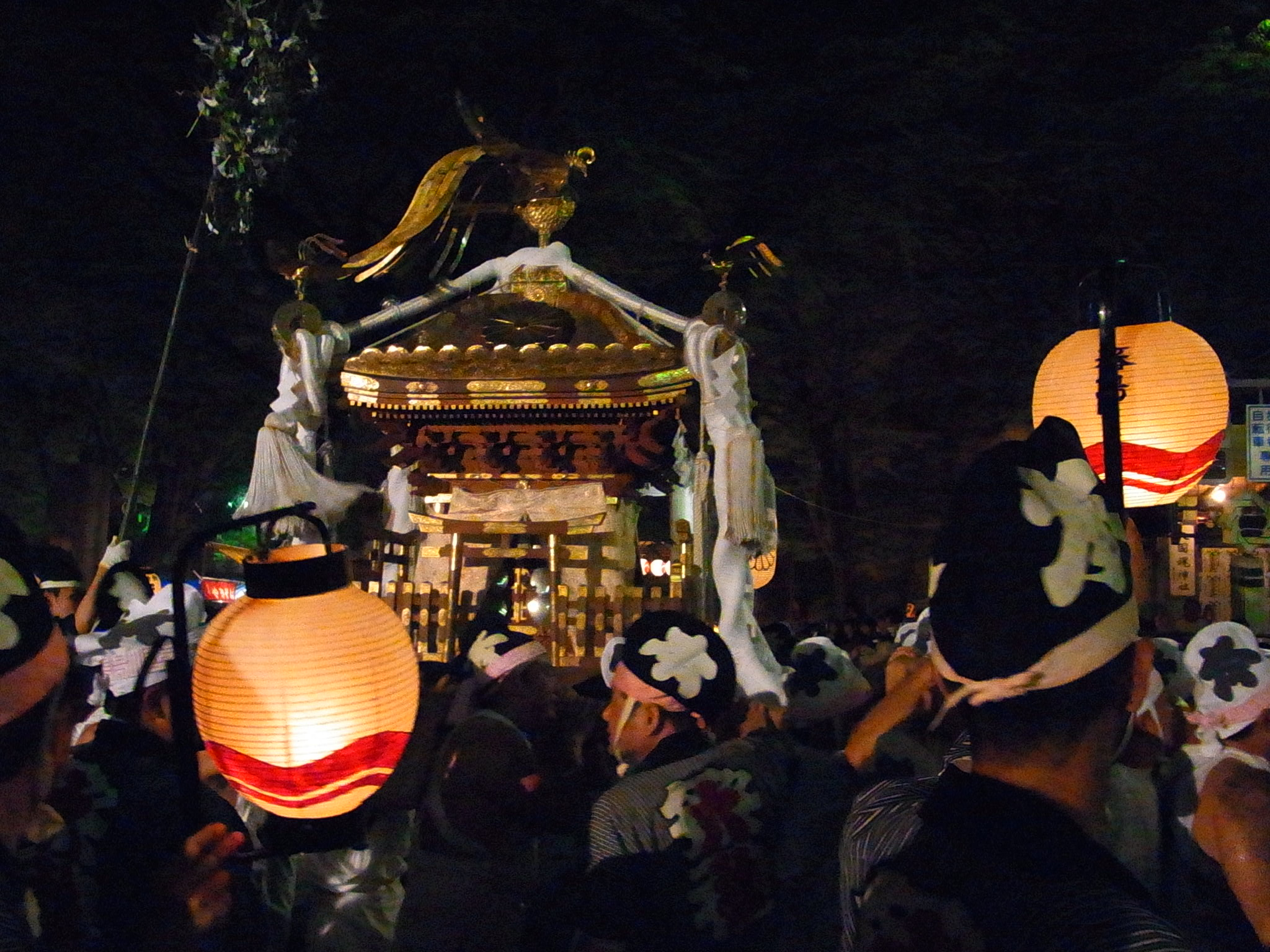
大國魂神社例大祭（くらやみ祭はその一部）

春祭/春祭り（はるまつり）とは、春に行われる祭の総称である。

## 季語
季語としての春祭（はるまつり）は、春の季語（初春もしくは三春の季語〈歳時記によって異なる〉）である。分類は行事/人事。季語においては、春季に行われる祭全般を指す。
子季語は無い。また、関連季語として挙げられているものは無いが、祈年祭を始め、数多くの春の祭が季語となっており、それらは現実として関連してはいる。